# Hartmut Jatzko

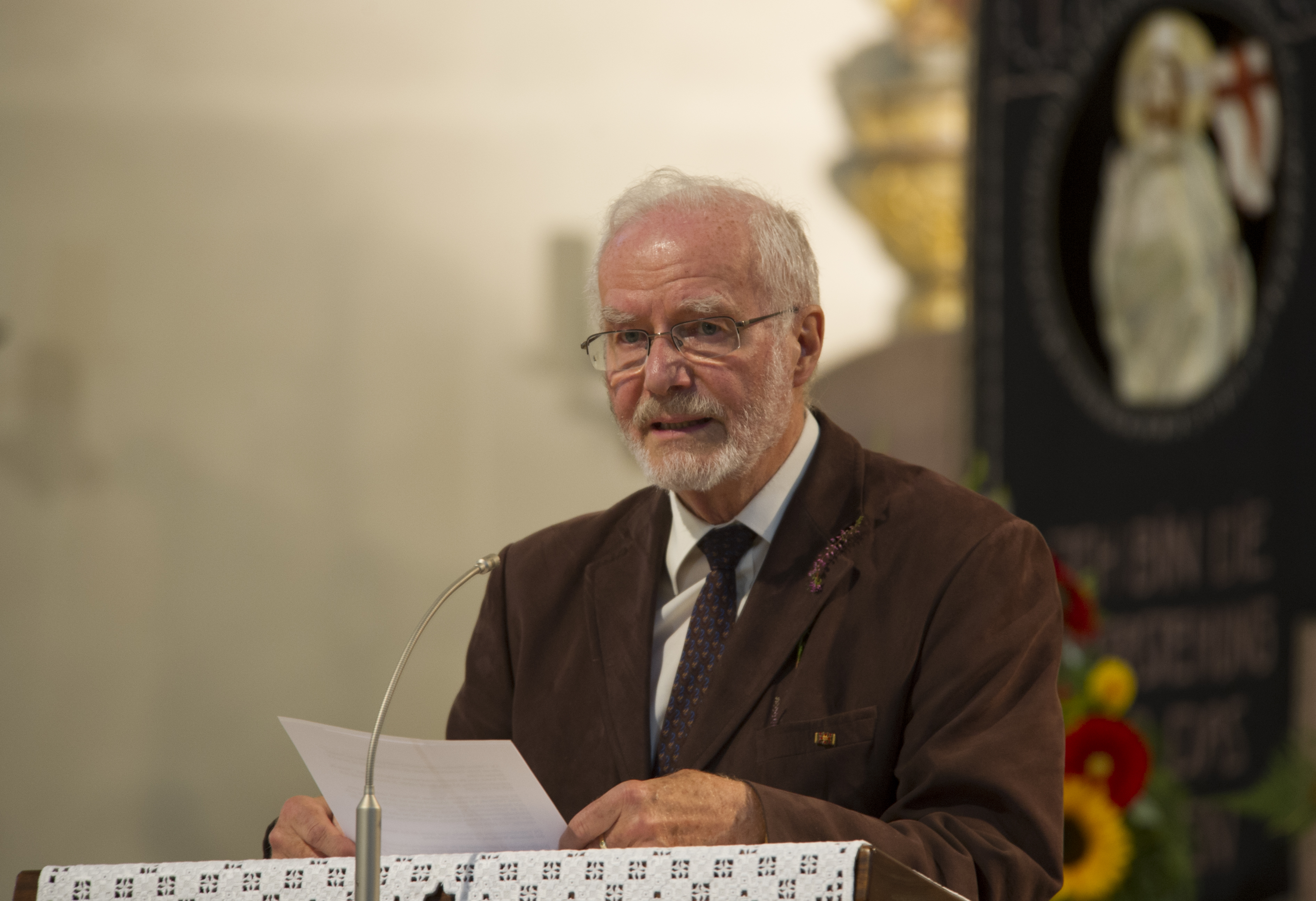
Hartmut Jatzko (2013)

Hartmut Jatzko (* 18. Dezember 1938 in Görlitz) ist ein deutscher Arzt. Zusammen mit seiner Frau Sybille Jatzko bekam er am 3. Dezember 2004 das Bundesverdienstkreuz für ihr ehrenamtliches Engagement in der Katastrophennachsorge von Opfern und Hinterbliebenen, erstmals nach der Flugkatastrophe von Ramstein.

## Jugend, Ausbildung und Berufliche Laufbahn
Hartmut Jatzko ist in der damaligen DDR aufgewachsen. Weil er sich der christlichen Jugend und dem Jugend-Rot-Kreuz angeschlossen hatte, wurde er vom Medizinstudium ausgeschlossen. Nachdem man ihn bei der Partei angeschwärzt hatte, drohte ihm Gefängnis in Bautzen. Deshalb flüchtete er über Ost-Berlin in die BRD. Hier studierte Jatzko Medizin in Freiburg. Danach promovierte er zum Dr. med. und wurde Facharzt für Innere Medizin, Psychiatrie und Psychosomatische Medizin. 1968 war Jatzko im Sankt-Katharinen-Krankenhaus in Frankfurt als Assistenzarzt tätig. Dort lernte er auch seine Frau Sybille kennen. 1980 wurde er zum Chefarzt der Psychosomatischen Klinik innerhalb des Westpfalz-Klinikum der Stadt Kaiserslautern berufen. Ab 1996 leitete er die  Traumagruppe. Er erhielt einen Lehrauftrag an der Johannes Gutenberg-Universität Mainz für Psychosomatische Medizin. Hartmut Jatzko ist seit Mai 2005 im Ruhestand. Er erstellt seit vielen Jahren Gutachten für Amtsgerichte zur Vornamens- und Personenstandsänderung.
Hartmut Jatzko ist seit 1971 verheiratet mit Sybille Jatzko. Sie haben drei Söhne,
darunter der Mediziner und Psychotherapeut Alexander Jatzko. Sie lebten bis 2023 in der Gemeinde Krickenbach in der Nähe von Kaiserslautern.

## Ehrenamtliche Tätigkeiten
Seit 1980 ist Hartmut Jatzko Mitglied der Deutschen Diabetesgesellschaft, im wissenschaftlichen Beirat und Kuratorium des Bundes Diabetischer Kinder und Jugendlicher. Seit vielen Jahren führt er Gruppengespräche im Bund Diabetischer Kinder in Kaiserslautern, Saarbrücken und Nordrhein-Westfalen mit betroffenen Eltern und Kindern um bei Problemen Hilfe zu geben. 
Jatzko führt Ausbildungen für Krisenintervention im Rettungsdienst, Feuerwehr, Polizei, Polizei-Seelsorge, Notfallseelsorge, Kriminalpolizei und Bundeskriminalamt durch.
Seit 1989 ist er zusammen mit seiner Frau in der Katastrophennachsorge der Ramsteinopfer und Hinterbliebenen tätig. Hartmut Jatzko ist auch in der Nachsorge der Hinterbliebenen des Flugzeugabsturzes der Birgenairmaschine, der Hinterbliebenen des Gletscherbahnunglückes in Kaprun, in den Nachsorgegruppen und Begleitung von Opfern und Hinterbliebenen der Tsunami-Katastrophe sowie bei der Betreuung des traumatisierten Piloten des Lux-Air-Absturzes tätig.
Seit 2004 ist er als Mitausbilder von Helfern in der Protection Civile in Luxemburg engagiert.

## Ehrungen
- Verdienstorden des Landes Rheinland-Pfalz (1999)
- Verleihung des Casimir in Kaiserslautern (2003)
- Bundesverdienstkreuz am Bande, mit seiner Frau (3. Dezember 2004)[6]
- Verleihung der goldenen Zeile des pfälzischen Journalistenverbandes am 20. Juni 2015[7]